# Schloss Bellegarde (Loiret)

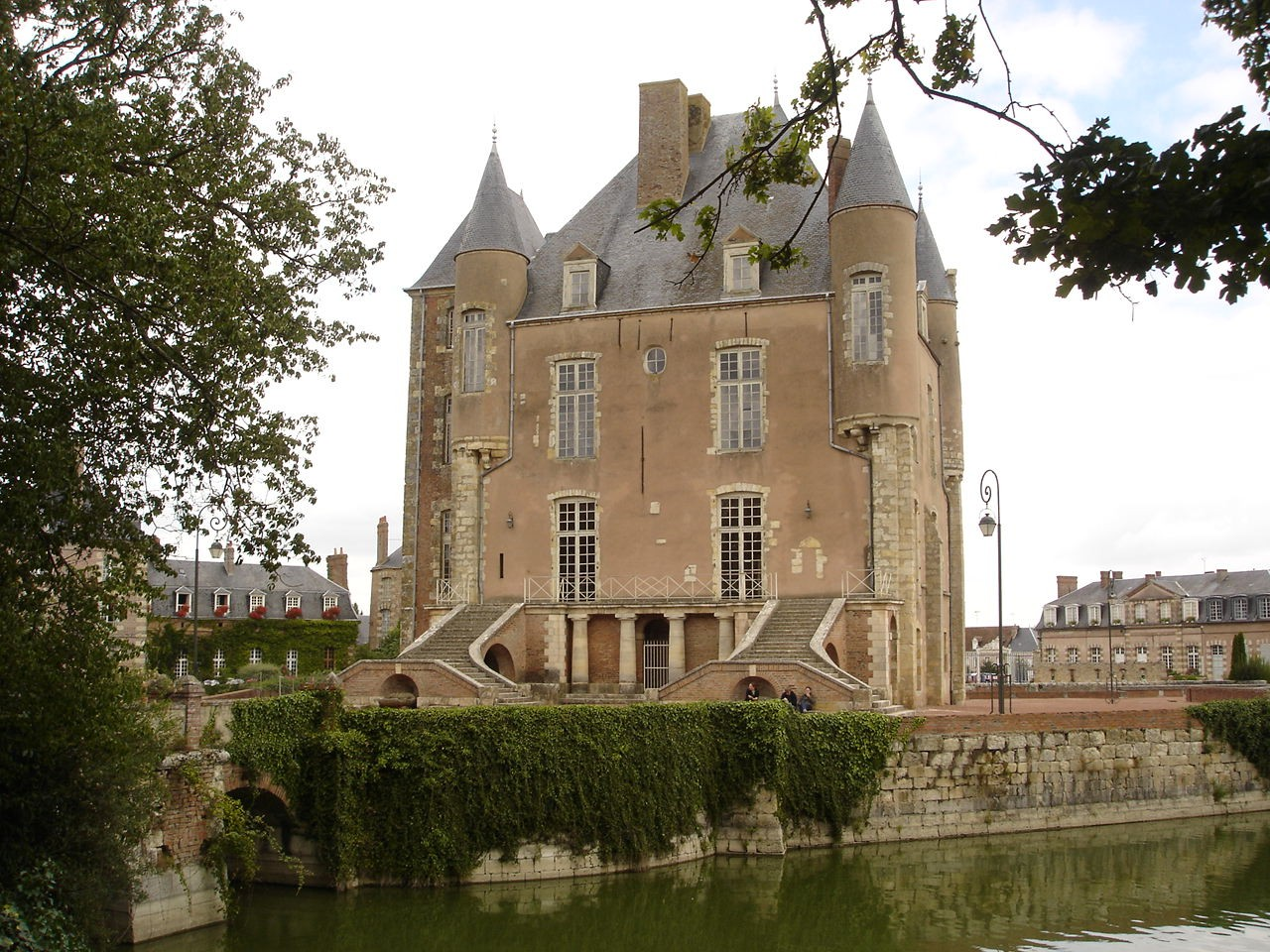
Rückansicht des Donjons

Das Schloss Bellegarde, auch Château des l'Hospital genannt, ist ein französisches Schloss, Sitz eines kurzlebigen Herzogtums Bellegarde (1646) und später des Marquisats Bellegarde. Es befindet sich in der Gemeinde Bellegarde (alias Choisy-aux-Loges) im Département Loiret.

## Geschichte
Im 14. Jahrhundert, zwischen 1355 und 1376, ließ Nicolas Braque, Trésorier de France, den heutigen Donjon der Burg auf quadratischem Grundriss mit vier Erkertürmchen mit Kragbögen errichten. Die Fundamente des Bergfrieds scheinen jedoch aus dem 12. Jahrhundert zu stammen, wie drei Bogenelemente belegen (Erdgeschoss).
Das Schloss der Familie L’Hospital (in weiblicher Linie von den Braques abstammend) verändert seine Physiognomie unter Heinrich IV. und Ludwig XIII. durch das Wirken von Jacques de L’Hospital (1578–1635; aus dem älteren Zweig der L’Hospital, während Marschall Nicolas aus dem jüngeren Zweig stammt), dem letzten Comte und ersten Marquis de Choisy-aux-Loges. Zu dieser Zeit zeichnete Claude Chastillon das Schloss und Dom Morin beschrieb es. Jacques de l’Hospital ließ insbesondere an den westlichen Donjon den Pavillon des Ondes anbauen, der eine schöne Treppe mit schmiedeeisernem Geländer erhielt.
Im oberen Hof oder Ehrenhof (dem heutigen Cour d’Antin) befindet sich der von Jacques de L’Hospital errichtete Kapitänsturm, der zunächst einen Taubenschlag beherbergte. Er wurde dann von Chastillon (1564–1606) graviert. Unter Ludwig XV. wurde der Turm dann von Gautier, Sieur de Besigny, dem vorletzten Marquis de Bellegarde, zu einem Wohnhaus umgebaut. Der Ursprung seines Namens ist hier zu finden: Gauthier de Besigny soll in diesem Gebäude den Concierge untergebracht haben, den man damals Capitaine nannte.
Roger II. de Saint-Lary erwarb Choisy und wurde 1646 Duc de Bellegarde in Choisy-aux-Loges (er war seit 1619 Duc de Bellegarde in Seurre). Im Laufe des 17. Jahrhunderts errichten die letzten L’Hospital zu einem unbekannten Zeitpunkt die Scheunen des unteren Hofes, deren strahlenförmige Backsteintüren noch erhalten sind.
1692 kaufte der Duc d’Antin (der mit den Saint-Lary verwandt war) das Schloss Bellegarde. Ab 1717 ließ er die beiden Höfe des Schlosses umgestalten, um im unteren Hof seine Stallungen und im oberen Hof seine persönlichen Gemächer einzurichten. Er begann mit dem Pavillon d’Antin (in dem heute das Schlosscafé und die Skulpturensammlung Charles Desvergnes untergebracht sind), ließ dann den Pavillon de la Salamandre (das heutige Rathaus), die Küchen und den Pavillon de la Surintendance (so genannt nach dem Herzog, dem Surintendant des Bâtiments war, Superintendent der Gebäude des Königs) hinzufügen. Er ließ auch den Donjon ausbauen und insbesondere hohe Fenster einbauen (die Spuren der alten Öffnungen sind heute noch zu sehen).
1776 erwarb Pierre Gilbert de Voisins, Marquis de Villennes, Président à mortier des Parlement de Paris, das Marquisat von Bellegarde für 1,2 Millionen Livres. Als Marquis de Bellegarde ließ er 1782 von Charles-François Viel die heutige Ehrentreppe an der Südseite mit Säulen im neugriechischen Stil errichten.
Das Gitter der Cour d'Antin mit dem Monogramm von Durand-Pingot ersetzte 1836 das Gitter des Herzogs von Antin, das 1815 von den Alliierten entfernt worden war.

Elektronische Visualisierung zur Zeit um 1720
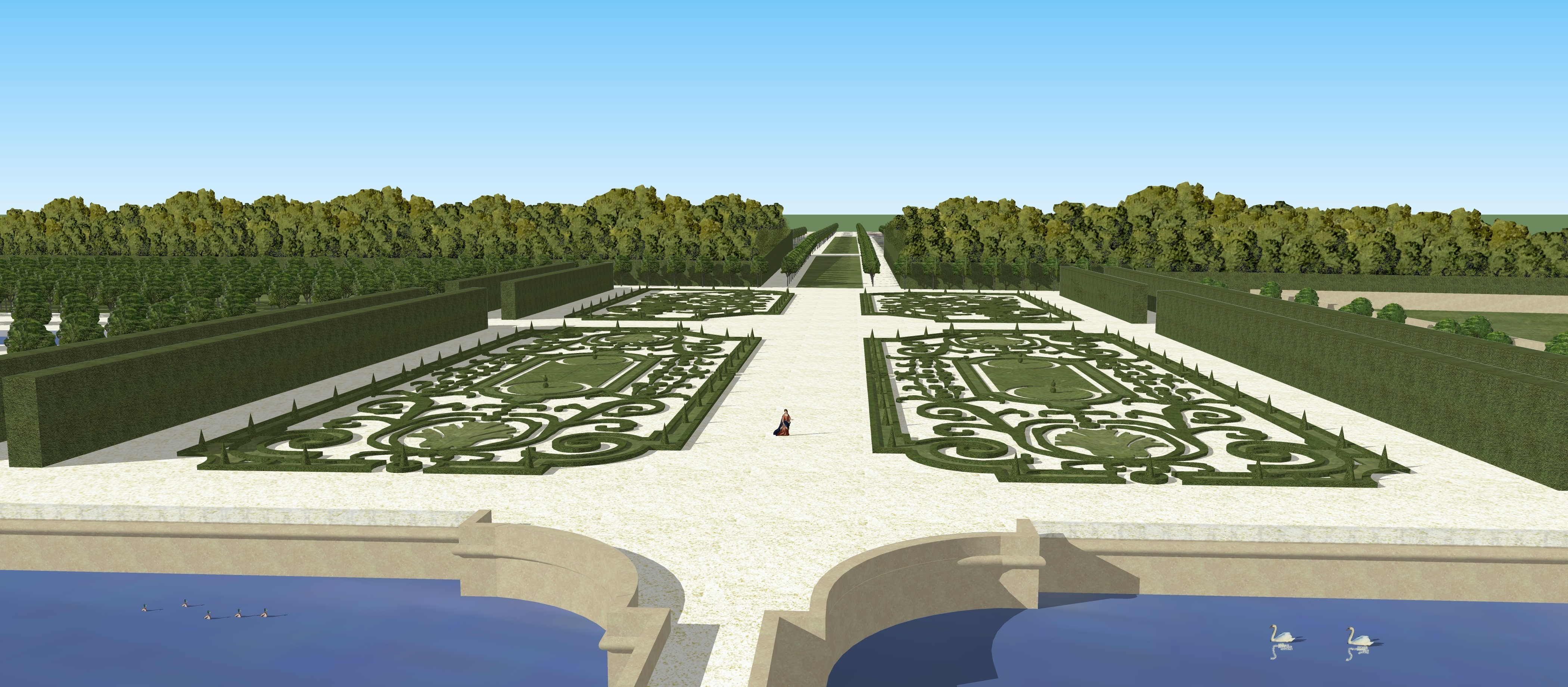
Blick auf die große Parterre
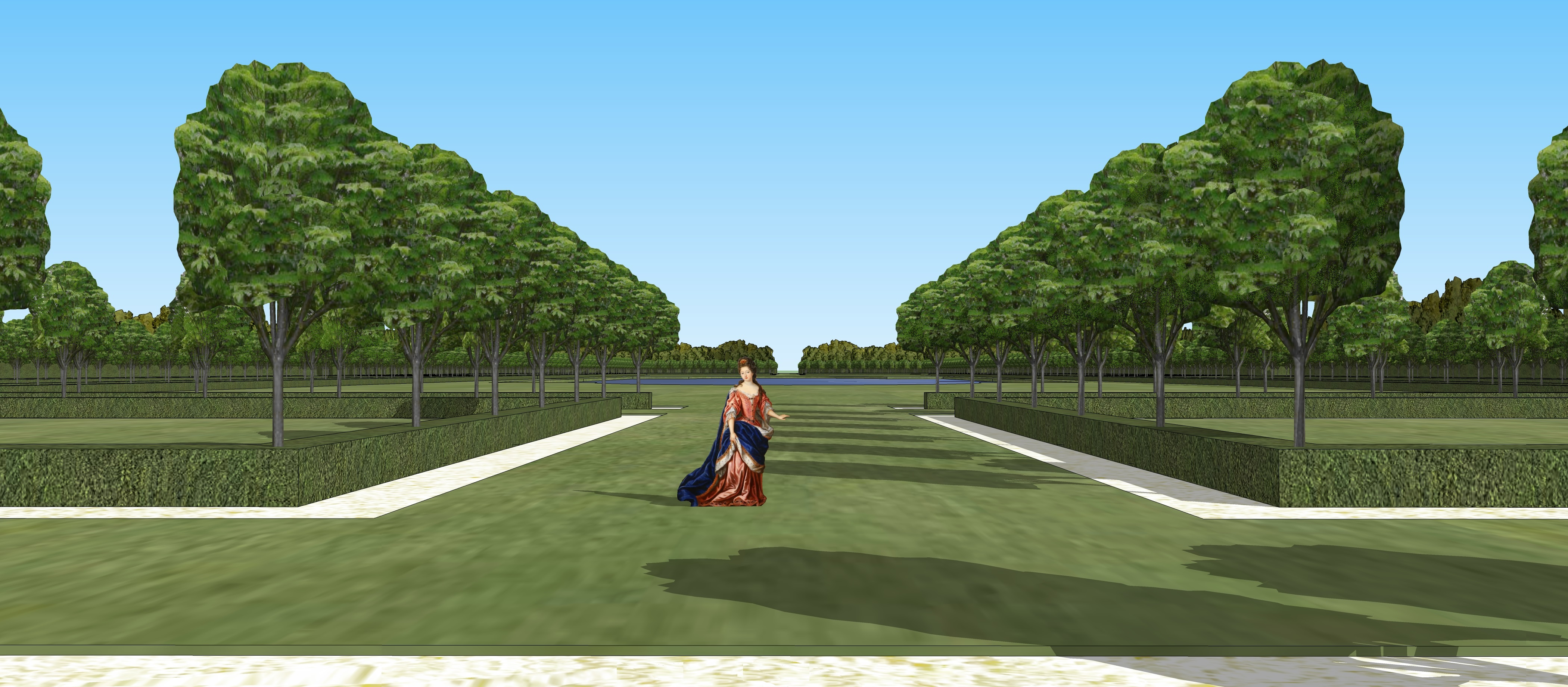
Blick vom Eingang des Bosquet des Cloitres
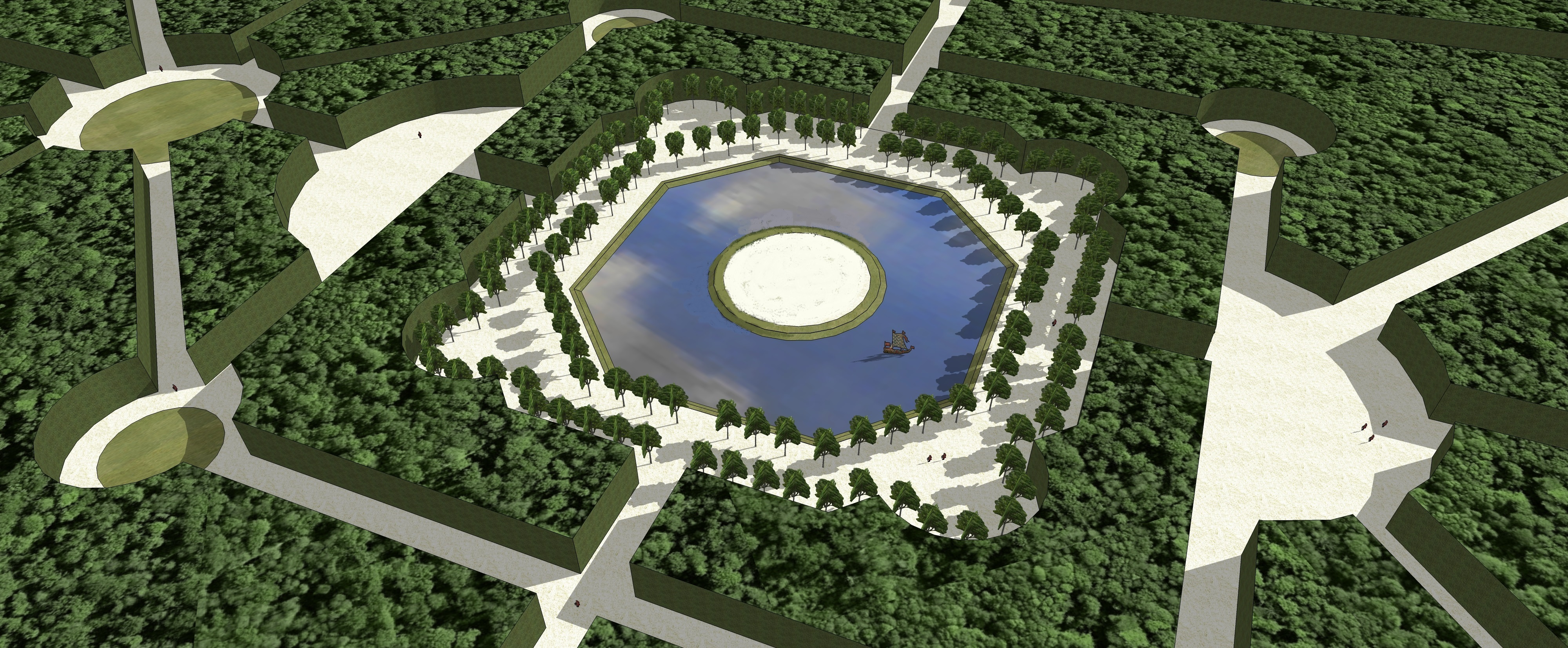
Blick auf den Inselhain in den Gärten
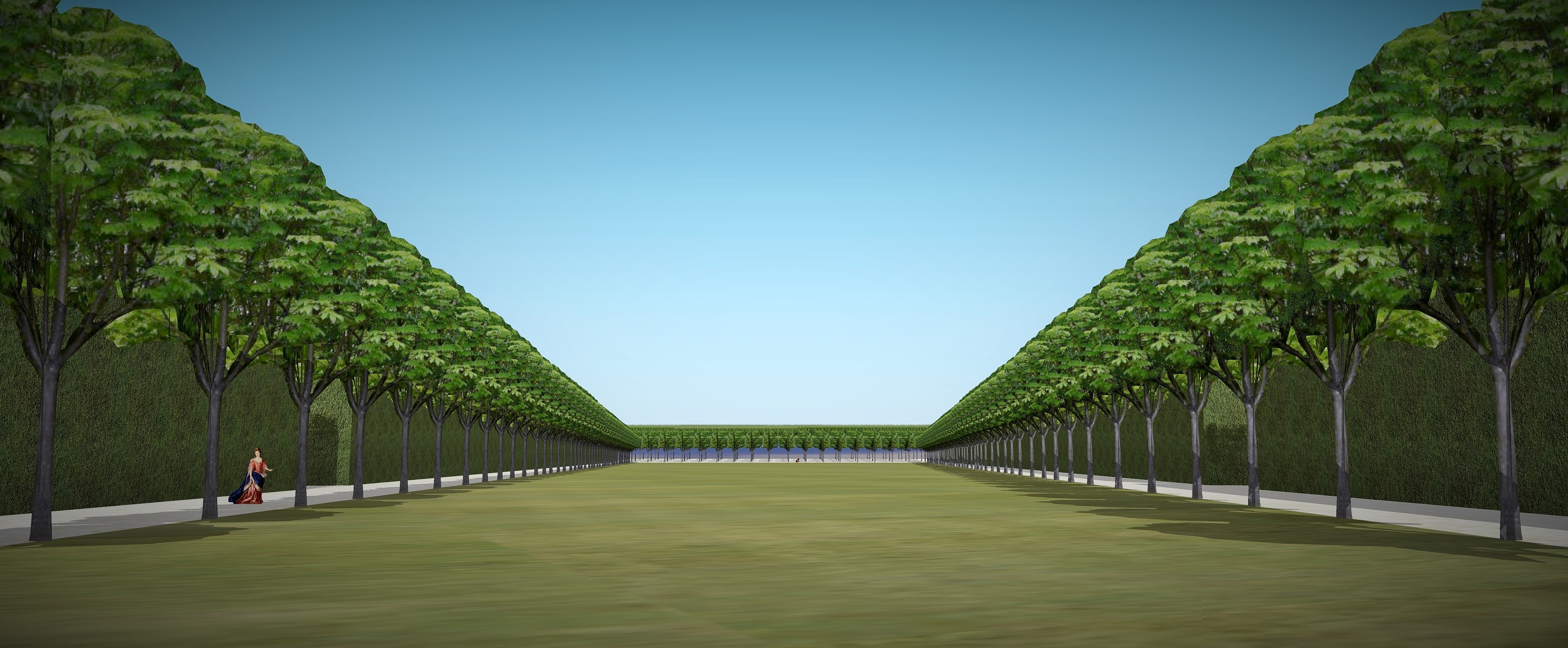
Blick vom Eingang der Duellwiese
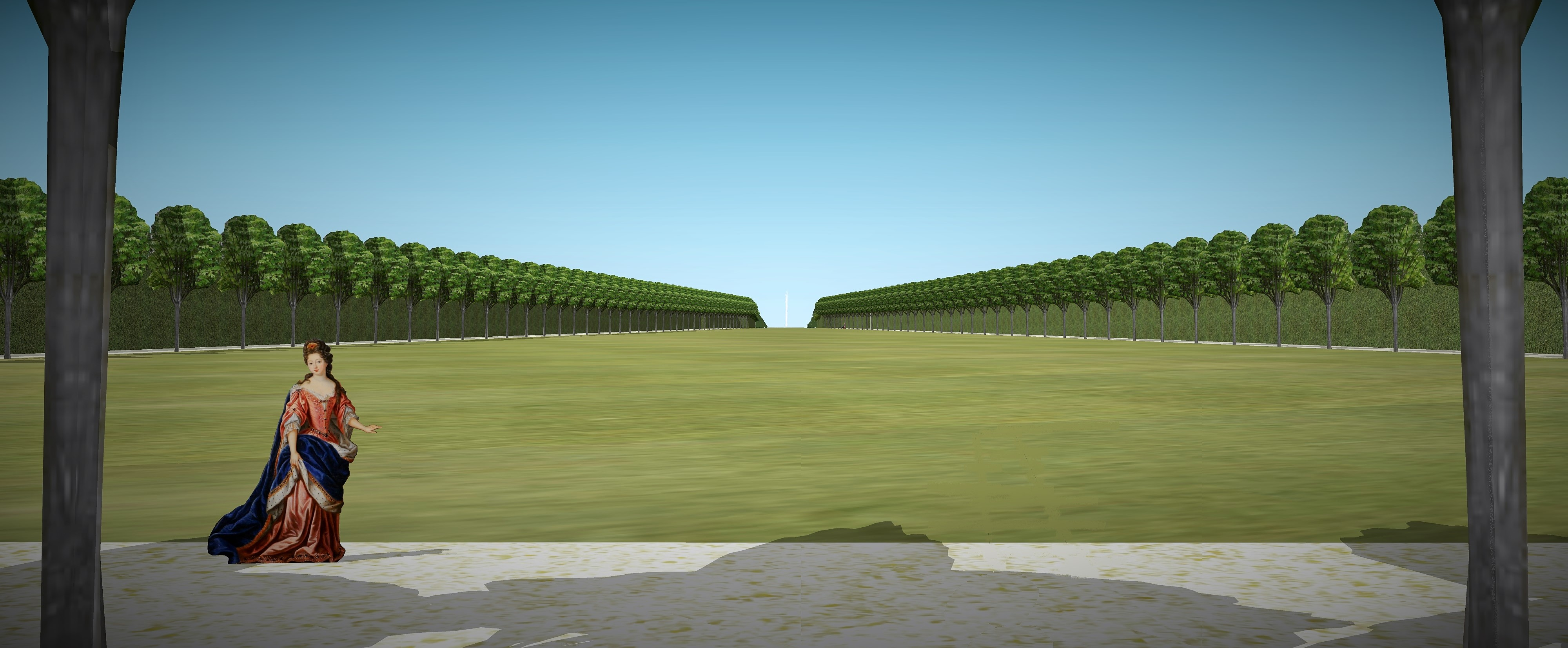
Blick von unten auf die Duellwiese

## Denkmalschutz
Das Schloss Bellegarde ist nur teilweise in das Inventar der historischen Monumente eingetragen. Die Fassaden und Dächer folgender Gebäude: der Donjon und der an den Donjon angebaute Pavillon aus dem 17. Jahrhundert, die Pavillons d’Antin, de l’Intendance und du Capitaine und die beiden angrenzenden Pavillons, die Pavillons du Jardinier, de la Salamandre, de l’Écuyer und die angrenzenden Stallungen wurden am 24. April 1928 eingetragen. Die Teile der Gemeinschaftsräume wurden am 13. Mai 1937 eingetragen. Schließlich wurde der Donjon der alten Burg (Mauern, Brüstungen und Warften des Burggrabens, Plattform mit zwei Zugangsbrücken) am 22. Oktober 1969 eingetragen.

## Galerie

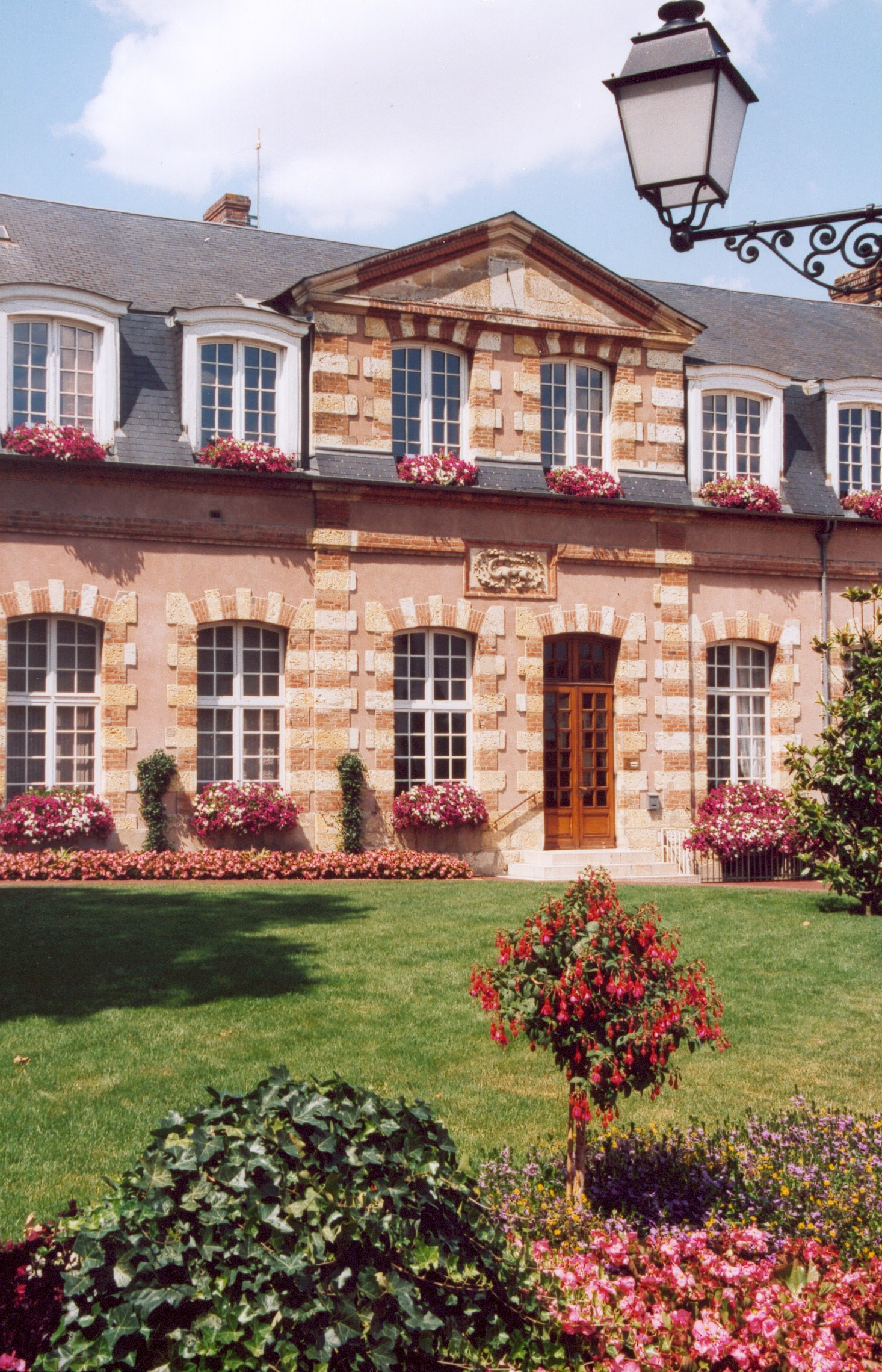
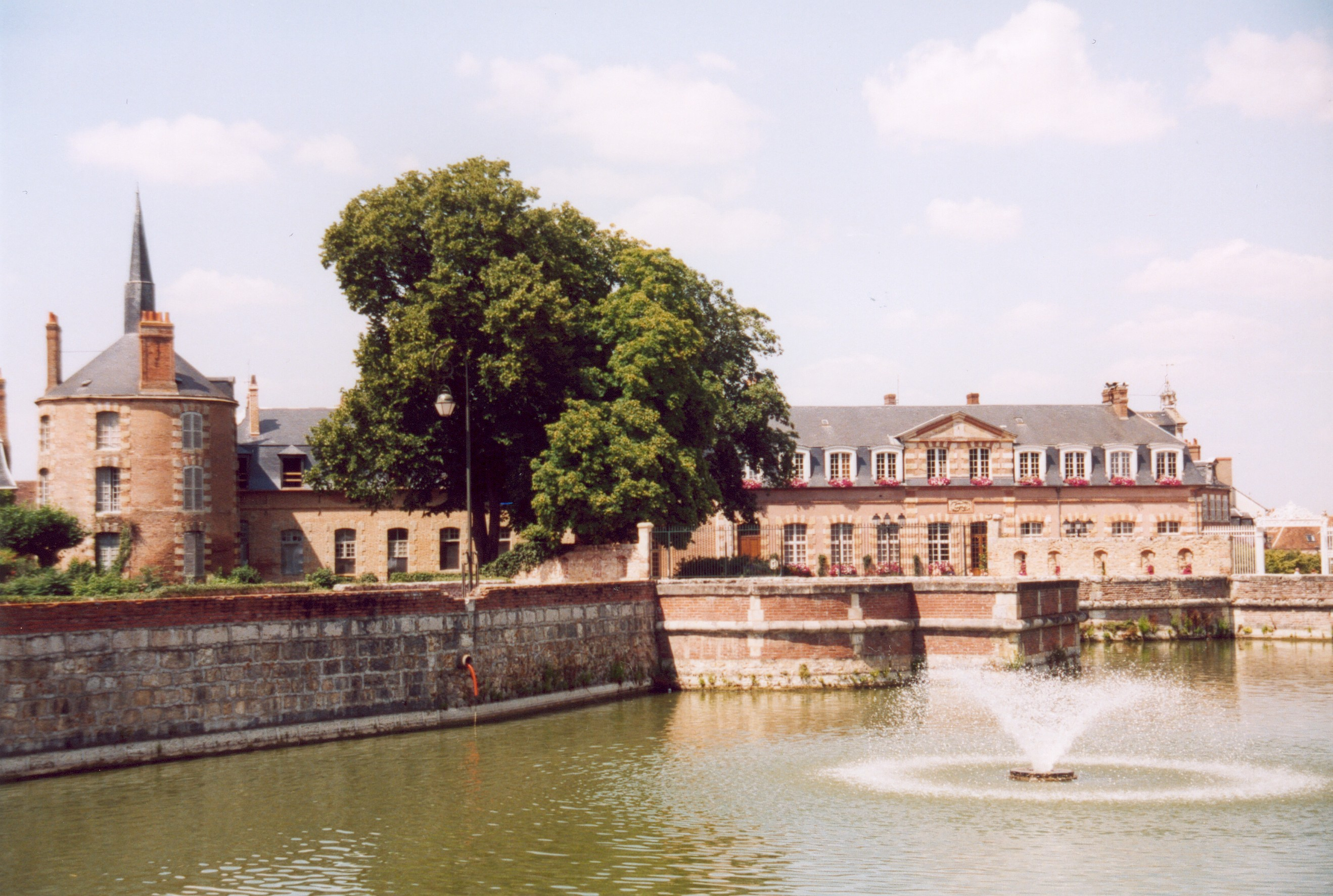
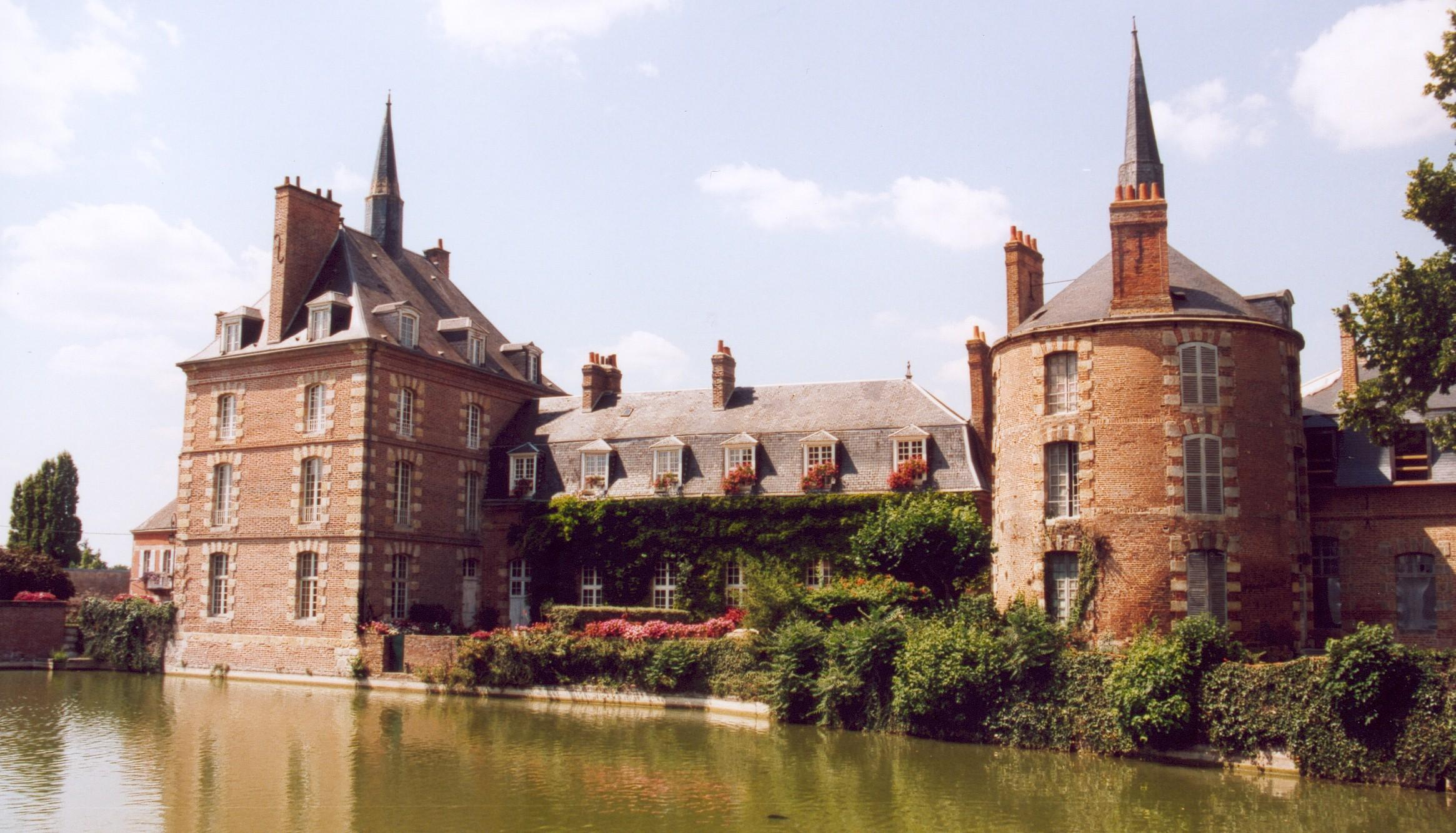
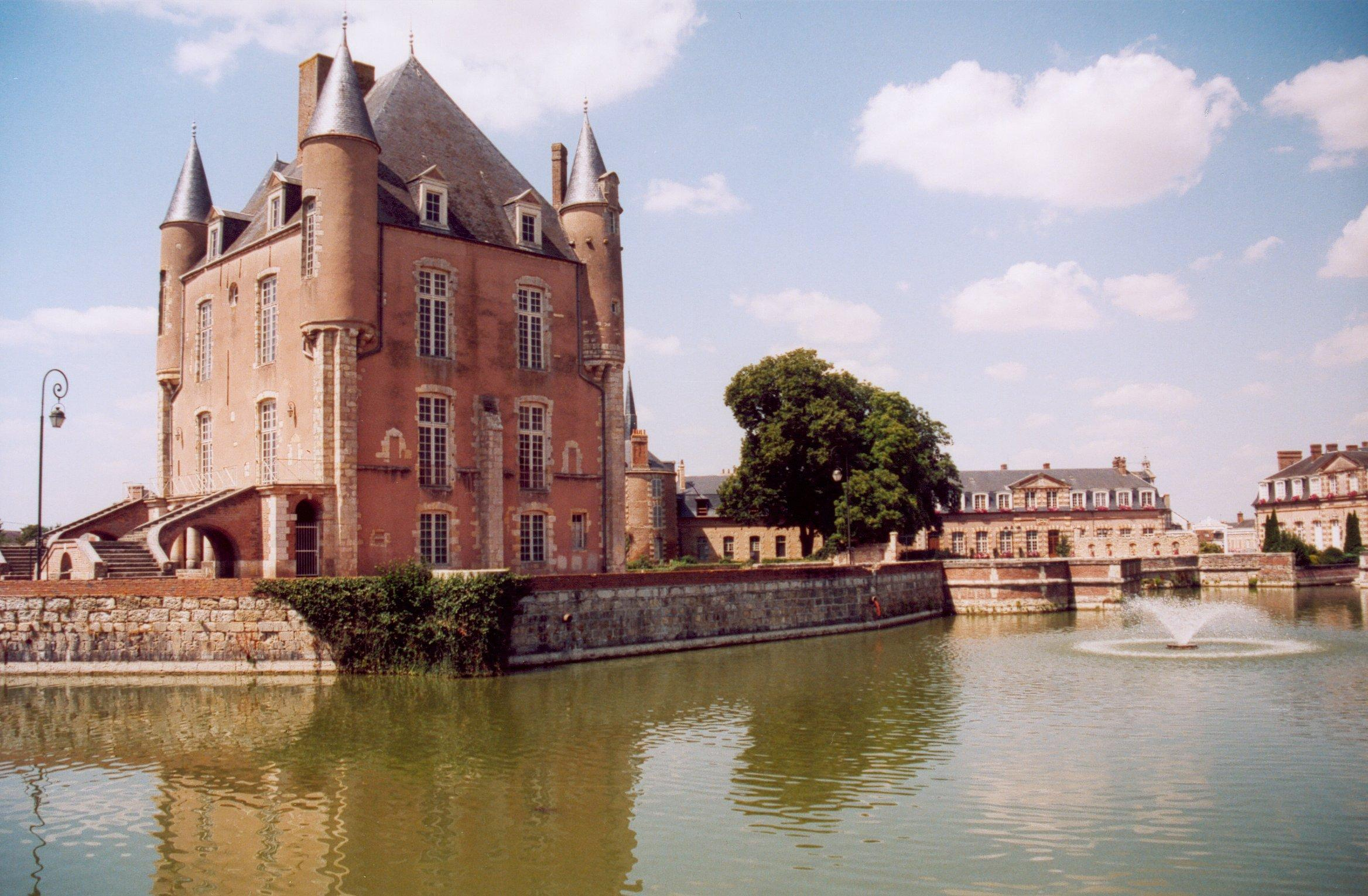